# Pierre Lacoste
Pierre Lacoste (* 23. Januar 1924 in Paris; † 13. Januar 2020 ebenda) war ein französischer Marineoffizier, zuletzt im Range eines Admirals.
Pierre Lacoste schloss sich nach Ausbildung an der Marineakademie während des Zweiten Weltkrieges der Résistance an und kämpfte in den freifranzösischen Streitkräften. Nach 1945 war er im Krieg in Indochina eingesetzt und avancierte zum Chef der Mittelmeerflotte.
Lacoste war im Militärkabinett von Premierminister Raymond Barre und vom 12. November 1982 bis zum 12. September 1985 Direktor des Nachrichtendienstes DGSE.
 Er wurde 1985 in dem Skandal nach der Versenkung des Greenpeace-Schiffes Rainbow Warrior (Operation Satanique) von Präsident François Mitterrand entlassen. Zuletzt war er Gründungsdirektor des Zentrums für strategische Studien der Universität Marne-La-Vallée.